# Ваутерс, Марк
Марк Ваутерс (нидерл. Marc Wauters; род. 23 февраля 1969, Хасселт, Бельгия) — бельгийский профессиональный шоссейный велогонщик в 1991—2006 годах. Трёхкратный чемпион Бельгии в индивидуальной гонке (2002, 2003, 2005). С 2009 года спортивный директор команды Мирового тура «Lotto Soudal».

## Достижения
1986
3-й Чемпионат Бельгии — Индивидуальная гонка (юниоры)
1987
1-й  Чемпион Бельгии — Индивидуальная гонка (юниоры)
1-й — Пролог Étoile du Sud-Limbourg(юниоры)
2-й Чемпионат Бельгии — Групповая гонка (юниоры)
1989
3-й Тур Бретани
1990
1-й Cinturó de l'Empordà
3-й Flèche ardennaise
1991
3-й Grand Prix de la ville de Rennes
1994
1-й Grote Prijs Stad Zottegem
1-й Тур Лимбурга
1-й Ster van Zwolle
1-й Circuit des frontières
1995
1-й — Этап 5 Вуэльта Андалусии
1996
1-й — Этап 6 Четыре дня Дюнкерка
1997
2-й Дрёйвенкурс Оверейсе
7-й Париж — Рубе
1999
1-й Париж — Тур
1-й Гран-при Эдди Меркса (с Эриком Деккером)
1-й Тур Люксембурга — Генеральная классификация
1-й — Этапы 1 и 2
1-й Тур Рейнланд-Пфальца — Генеральная классификация
1-й — Этапы 1
1-й Prudential Tour — Генеральная классификация
5-й Париж — Ницца
2000
1-й Тур Рейнланд-Пфальца — Генеральная классификация
1-й — Этапы 1
3-й Гран-при Эдди Меркса (с Эриком Деккером)
7-й Париж — Рубе
7-й Тиррено — Адриатико
2001
1-й Гран-при Эдди Меркса (с Эриком Деккером)
Тур де Франс
1-й — Этап 2
 Лидер в Генеральной классификации после Этапа 1
2-й Вуэльта Андалусии
2002
1-й  Чемпион Бельгии — Индивидуальная гонка
3-й Гран-при Эдди Меркса (с Эриком Деккером)
2003
1-й  Чемпион Бельгии — Индивидуальная гонка
2-й Veenendaal-Veenendaal Classic
4-й Париж — Рубе
7-й Чемпионат мира — Индивидуальная гонка
2004
2-й Чемпионат Бельгии — Индивидуальная гонка
3-й Тур Нидерландов
7-й Чемпионат мира — Индивидуальная гонка
2005
1-й  Чемпион Бельгии — Индивидуальная гонка
2-й Circuit Mandel-Lys-Escaut
2-й Niedersachsen-Rundfahrt
2006
3-й Чемпионат Бельгии — Индивидуальная гонка
3-й LuK Challenge (с Нильсом Схёнеманом)

### Гранд-туры
| Гранд-тур                 | 1992 | 1993 | 1994 | 1995 | 1996 | 1997 | 1998 | 1999 | 2000 | 2001 | 2002 | 2003 | 2004 | 2005 | 2006 |
| ------------------------- | ---- | ---- | ---- | ---- | ---- | ---- | ---- | ---- | ---- | ---- | ---- | ---- | ---- | ---- | ---- |
| Джиро д’Италия            | —    | —    | —    | —    | —    | —    | —    | —    | —    | —    | —    | —    | —    | —    | НФ   |
| Тур де Франс              | НФ   | 107  | 92   | НФ   | 124  | НФ   | —    | НФ   | 43   | НФ   | 91   | 115  | 112  | 140  | —    |
| (c 2010 ) Вуэльта Испании | —    | —    | —    | —    | —    | —    | 74   | —    | —    | —    | —    | —    | —    | —    | —    |

| —  | Не участвовал  |
| НФ | Не финишировал |